# Żandarmeria II RP

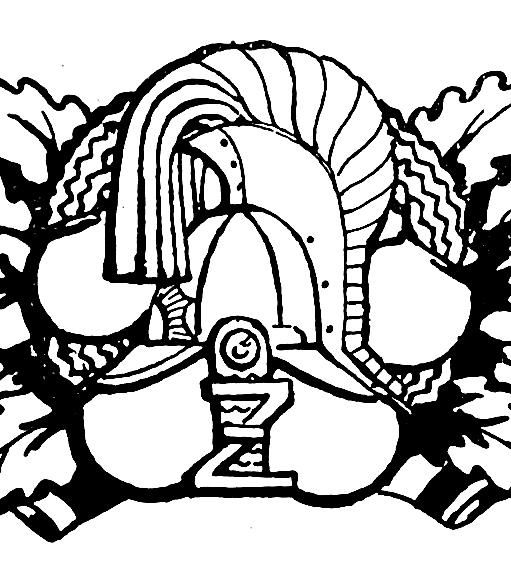
Odznaka żandarmerii

Żandarmeria II RP – organ Wojska Polskiego II RP przeznaczony do utrzymania bezpieczeństwa, spokoju i porządku publicznego w stosunku do osób podlegających orzecznictwu sądów wojskowych, jak również osób, co do których ingerencja władz i organów wojskowych była dopuszczalna w myśl ówczesnych przepisów, a także organ wykonawczy wojskowych władz sądowych i prokuratorskich, w zakresie dochodzenia i ścigania przestępstw, stosownie do obowiązujących ówcześnie ustaw postępowania karnego i przepisów szczególnych. Żandarmeria była zaliczona do broni, jak ówcześnie określano rodzaj wojsk.

## Historia
Po odzyskaniu przez Polskę niepodległości działające przy polskich oddziałach wojskowych jednostki żandarmerii scalono, tworząc z nich jednolitą formację. W wyniku rozkazu Ministerstwa Spraw Wojskowych z kwietnia 1919 roku, działającą w kraju żandarmerię wyłączono z Naczelnego Dowództwa Wojska Polskiego i jako Wydział Żandarmerii podporządkowano II wiceministrowi spraw wojskowych. Zaczęto też wytyczać nowe formy rozwoju żandarmerii. Przeprowadzenie reform powierzono generałowi podporucznikowi Eugeniuszowi Dąbrowieckiemu. Utworzył on Kierownictwo Organizacji Żandarmerii, które skupiało się głównie na:
- przekazaniu kompetencji do osób cywilnych Policji Państwowej;
- oddaniu policji personelu, którego nadmiar powstał w wyniku reorganizacji oddziałów żandarmerii;
- zmianie dotychczasowej dyslokacji oddziałów po odpowiednim ich przeformowaniu;
- wydaniu regulaminów i instrukcji związanych z nowymi zadaniami i przepisami służbowymi.

16 czerwca 1919 roku Minister Spraw Wojskowych zapowiedział utworzenie korpusu „żandarmerii wojskowej, podzielonego na odpowiednią liczbę plutonów dla każdego okręgu generalnego przy uwzględnieniu zapotrzebowania i rozległości obszaru”. Dowództwo Okręgu Generalnego „Lwów” otrzymało 12 plutonów, Dowództwo Okręgu Generalnego „Warszawa” – 10, Dowództwa Okręgów Generalnych „Kielce”, „Kraków” i „Łódź” – 9, natomiast Dowództwo Okręgu Generalnego „Lublin” – 8. Każdy z 57 plutonów liczył jednego oficera i 50 podoficerów (żandarmów).
25 września 1919 roku Naczelny Wódz mianował z dniem 1 października 1919 roku jedenastu podoficerów byłych Legionów Polskich podporucznikami w żandarmerii: Emil Czabański, Stanisław Galos, Edward Gorczyca, Zygmunt Waldemar Grabikowski, Piotr Guziorski, Henryk Bolesław Kruczek, Karol Kurtzmann, Władysław Podsada, Tadeusz Antoni Porębski, Julian Walawski i Bolesław Wolniewicz.
W połowie września 1919 roku, po kolejnej reorganizacji żandarmerii, w miejsce dotychczasowego dowództwa utworzono Inspektorat Żandarmerii, który był próbą ponownego usytuowania żandarmerii w strukturach Wojska Polskiego. Kolejnych zmian dokonano w lutym 1920 roku. W ramach reorganizacji Ministerstwa Spraw Wojskowych Inspektorat Żandarmerii Wojskowej został przekształcony w samodzielne Dowództwo Żandarmerii Wojskowej, któremu podporządkowano Centralną Szkołę Żandarmerii w Grudziądzu.
Na podstawie poufnego rozkazu L. 500 Ministerstwa Spraw Wojskowych z 18 stycznia 1920 roku dotychczasowe dowództwa żandarmerii wojskowej przy dowództwach okręgów generalnych zostały przemianowane na dowództwa dywizjonów żandarmerii. Dywizjony otrzymały numery okręgów generalnych, na terenie których stacjonowały, a plutony żandarmerii wojskowej wchodzące w skład poszczególnych dywizjonów zachowały w nazwie miejsce swego postoju z dodaniem nazwy macierzystego dywizjonu np. „Dywizjon 3. Pluton Opatów”. Z dniem 1 kwietnia 1920 roku przy każdym dywizjonie został utworzony szwadron zapasowy „o czterech plutonach po 60 ludzi celem wyszkolenia żandarmów dla Żandarmerii Polowej”.
Na podstawie poufnego rozkazu L. 213 Ministerstwa Spraw Wojskowych z 27 stycznia 1920 roku, w celu zapewnienia jednolitego doboru szeregowych do służby w Żandarmerii Wojskowej i Żandarmerii Polowej, każda kandydatura wymagała pozytywnej opinii dowódcy Okręgu Generalnego”.
Charakter wojny z bolszewikami zmusił władze wojskowe do organizowania, siłami Żandarmerii, kordonów na wschodniej linii frontu, w tym kordonu sanitarnego. Zadaniem tego ostatniego, oprócz blokowania możliwości przenoszenia chorób zakaźnych, było utrudnienie prowadzenia propagandy bolszewickiej i szpiegostwa. Po zakończeniu walk wykorzystano te same oddziały do stworzenia kordonu mobilizacyjnego. W czasie odwrotu wojsk polskich wskutek ofensywy Armii Czerwonej na froncie wschodnim w lecie 1920 roku Żandarmeria miała utworzyć cztery kordony defensywne mające na celu przeciwdziałanie przemieszczania się dezerterów.
1 stycznia 1922 roku minister rolnictwa i dóbr państwowych Józef Raczyński „wobec prawie zupełnego zlikwidowania księgosuszu w Polsce” zwolnił ppłk. lek. wet. Kazimierza Zagrodzkiego ze stanowiska naczelnego komisarza do walki z księgosuszem oraz zlikwidował kordon weterynaryjny z równoczesnym zwolnieniem żandarmerii oddanej do jego dyspozycji przez ministra spraw wojskowych.
Oficjalna demobilizacja Wojska Polskiego wprowadzana od kwietnia 1921 roku likwidowała Żandarmerię Polową i Dowództwo Żandarmerii Wojskowej, tworząc w ich miejsce Wydział 2 Żandarmerii Departamentu I Piechoty Ministerstwa Spraw Wojskowych.
W dniach 23–29 czerwca 1923 roku z oficjalną wizytą w Polsce przebywał Król Rumunii Ferdynand z małżonką Marią. W poniedziałek 25 czerwca 1923 roku o godz. 10.15 Para Królewska wzięła udział w wielkiej rewii wojskowej na polu mokotowskim, w czasie której „wzorowy porządek utrzymywała żandarmeria wojskowa pod dowództwem ppłk. [Mieczysława] Piątkowskiego oraz Policja z inspektorami Ludwikowskim i Charlemagne na czele”. We wtorek 26 czerwca 1923 roku Para Królewska wzięła udział w „wielkich ćwiczeniach wojskowych na poligonie rembertowskim”, którymi dowodził generał broni Tadeusz Rozwadowski. Na łamach „Polski Zbrojnej”, po zakończonych ćwiczeniach, skonstatowano: „podkreślić należy, że na całym terenie ćwiczeń nie było żadnej policji, a służbę bezpieczeństwa pełniła tylko żandarmeria wojskowa, której energicznej postawie zawdzięczać należy wzorowy porządek, utrzymany przez nią wśród tłumów publiczności”. Niestety „w czasie ćwiczeń w Rembertowie, zginął Królowej rumuńskiej drogocenny płaszcz, wobec czego gen. Rozwadowski zawiadomił o tym żandarmerię i policję. W Rembertowie mimo szczegółowych dochodzeń na żaden ślad nie natrafiono”. W środę 4 lipca 1923 roku „udało się naszej żandarmerii odnaleźć zaginiony płaszcz Królowej Marii. Jak się okazało został on pozostawiony w aucie, szofer zaś odwiózł go do Łazienek, i tu odebrał go jeden z lokajów pałacowych Kowalewski, u którego płaszcz znaleziono. Płaszcz oddano następnie ambasadorowi rumuńskiemu p. Florescu”.
Do 20 marca 1924 roku zostało zlikwidowanych dwadzieścia sześć plutonów żandarmerii:

- Dubno, Sarny i Włodzimierz w 2 dyonie,
- Mołodeczno i Wilno II w 3 dyonie,
- Kutno, Łódź II, Łódź III i Piotrków w 4 dyonie,
- Kraków II, Nowy Sącz, Tarnów i Wadowice w 5 dyonie,
- Brzeżany, Lwów II i Złoczów w 6 dyonie,
- Konin, Leszno, Ostrów i Poznań II w 7 dyonie,
- Chojnice i Włocławek w 8 dyonie,
- Biała Podlaska i Kobryń w 9 dyonie,
- Rzeszów, Sanok i Stryj w 10 dyonie.

W ich miejsce zostały zorganizowane posterunki żandarmerii.
W tym samym miesiącu niżej wymienieni oficerowie zostali przeniesieni z korpusu oficerów żandarmerii do korpusu oficerów piechoty (23), korpusu oficerów jazdy (3), korpusu oficerów artylerii (1) i korpusu oficerów uzbrojenia (1) z równoczesnym wcieleniem do pułków piechoty:

1. por. żand. Edward Putała z 2 dżand. do 8 pp Leg.,
2. por. żand. Aleksander Władysław Bobrowski z 2 dżand. do 8 pp Leg.,
3. por. żand. Leon Lutostański z 2 dżand. do 8 pp Leg.,
4. por. żand. Jakub Cwaczka z 3 dżand. do 19 puł.,
5. por. żand. Józef Marian Kędzierski z 4 dżand. do 31 pp,
6. por. żand. Ludwik Leopold Durda z 4 dżand. do 31 pp,
7. por. żand. Kazimierz Bronisław Sedlaczek z 4 dżand. do 28 pp,
8. ppor. żand. Władysław Hrycyk z 4 dżand. do 28 pp,
9. kpt. żand. Ferdynand Paweł Kruger z 5 dżand. do 20 pp,
10. kpt. żand. Tadeusz Konrad Kostkiewicz z 5 dżand. do 8 puł.,
11. por. żand. Marian Szulc z 5 dżand. do 20 pp,
12. por. żand. Stanisław Stefan Neisser z 5 dżand. do 20 pp,
13. kpt. żand. Tadeusz Leopold Bruniewski z 6 dżand. do 40 pp,
14. por. żand. Kazimierz Dionizy Krzyżanowski z 6 dżand. do 40 pp,
15. por. żand. Józef Nikorowicz z 6 dżand. do 40 pp,
16. kpt. żand. Franciszek Sowiński z 7 dżand. do 57 pp,
17. por. żand. Ignacy Ślisz z 7 dżand. do 58 pp,
18. kpt. żand. Marian Garbiak z 8 dżand. do 63 pp,
19. por. żand. Edward Magda z 8 dżand. do 63 pp,
20. por. żand. Marian Matera z 8 dżand. do 63 pp → 14 pp,
21. kpt. żand. Edward Drzniewicz z 9 dżand. do 19 pap,
22. por. żand. Władysław Trojanowski z 9 dżand. do 21 puł.,
23. por. żand. Henryk Kuzilek z 9 dżand. do 82 pp,
24. kpt. żand. Władysław Zygmunt Ochab z 10 dżand. do 5 pspodh,
25. kpt. żand. Józef Homik z 10 dżand. do 38 pp,
26. kpt. żand. Karol Pulda z 10 dżand. do 38 pp → CS Żand.,
27. kpt. żand. Władysław Hercok z 10 dżand. do 38 pp z pozostawieniem na zajmowanym stanowisku w DOK X[12],
28. kpt. żand. Tadeusz Konstanty Tomaszewski z 1 dżand. do Okręgowego Zakładu Uzbrojenia Nr 1 z przydziałem do Szkoły Broni Chemicznej na stanowisko wykładowcy[13].

Dwóch spośród wymienionych oficerów (Władysław Hercok i Karol Pulda) zostało później ponownie przyjętych do żandarmerii. Ponadto do innych korpusów zostało przeniesionych 17 chorążych i 750 szeregowych zawodowych.
Ministerstwo Spraw Wojskowych na podstawie pisma Dep. I Piech. L. 20926/Żand. Org. z 14 sierpnia 1924 roku zarządziło co następuje:

„a) aż do chwili wprowadzenia specjalnego typu hełmu dla żand., oficerowie i szeregowi żand. w służbie nosić mają rogatywki przepisanego wzoru,

b) oficerowie i szeregowi żand. występują w hełmach tylko wtedy, gdy to jest konieczne dla zachowania jednolitości ubioru z innymi rodzajami wojska na oficjalnych uroczystościach (parady, przeglądy) o ile odnośny rozkaz komendy garnizonu, regulujący przebieg danej uroczystości, przewiduje wystąpienie na niej wojska w hełmach,

c) z chwilą ogłoszenia mobilizacji rozkaz niniejszy traci swoją moc, to znaczy obowiązek noszenia hełmów przez żandarmów występujących służbowo, zostaje automatycznie przywrócony”.

Uzasadnienie tego zarządzenia opublikowane na łamach „Polski Zbrojnej” brzmiało następująco: „zapoczątkowana sprawa stworzenia dla żandarmerii specjalnego typu hełmu (lekkiego), przeciąga się, zaś noszenie przez żandarmów ciężkich hełmów stalowych, szczególnie w porze letniej i podczas i mrozów jest bardzo uciążliwe”.
22 listopada 1924 roku weszła w życie ustawa z 18 lipca 1924 roku o podstawowych obowiązkach i prawach szeregowych w wojsku polskim. Ustawa sankcjonowała podział żołnierzy na oficerów i szeregowych (szeregowcy dzielili się na szeregowców i podoficerów) oraz ustanawiała między innymi stopnie wojskowe w żandarmerii:
- żandarma (równorzędny kapralowi i podmajstrzemu wojskowemu),
- starszego żandarma (równorzędny plutonowemu i młodszemu majstrowi wojskowemu),
- wachmistrza (równorzędny sierżantowi i majstrowi wojskowemu),
- starszego wachmistrza (równorzędny starszemu sierżantowi i starszemu majstrowi wojskowemu).

Dotychczasowi sierżanci sztabowi, wachmistrze sztabowi i ogniomistrze sztabowi przemianowani zostali na starszych sierżantów, starszych wachmistrzów i starszych ogniomistrzów.
W pierwszych latach 20-lecia żandarmeria podlegała ciągłemu procesowi reorganizacyjnemu. Kolejne zarządzenie dotyczące żandarmerii, które w nowych warunkach ustaliło jej kompetencje, wprowadzono w dniu 10 kwietnia 1926 roku. Określało ono, że żandarmeria jest zasadniczą służbą wykonawczą dowództwa. Winna na stopie pokojowej stanowić kadrę żandarmerii polowej i ma za zadanie szkolenie żandarmów zawodowych oraz rezerwistów żandarmerii teoretycznie w dywizjonie szkolnym i praktycznie w oddziale egzekutywnym, przez:
- wykonywanie służby wojskowo-policyjnej w czasie pokoju oraz ochronę sztabów wyższych dowództw,
- wykonywanie służbowych poleceń prokuratorów i sądów wojskowych,
- uczestniczenie w asystencjach wojskowych udzielanych przez władze wojskowe – władzom cywilno-administracyjnym.

Zarządzenie to rozszerzało dotychczasowy zakres zadań żandarmerii, która nie tylko spełniała funkcje policyjne w obrębie sił zbrojnych, ale i ochraniała sztaby i wyższe dowództwa, konwojowała podsądnych, ochraniała zatrzymanych i aresztowanych żołnierzy.
W 1926 roku, po przeprowadzonym zamachu stanu i objęciu przez Józefa Piłsudskiego stanowiska Generalnego Inspektora Sił Zbrojnych i Ministra Spraw Wojskowych rozpoczęto prace nad nową organizacją sił zbrojnych. Zmiany nie ominęły Żandarmerii. Zwiększył się jej stan ilościowy. Utworzono Zamkowy Pluton Żandarmerii odpowiedzialny za ochronę Prezydenta RP i zapowiedziano tworzenie oddziałów strzegących zakładów przemysłu zbrojeniowego.
1 czerwca 1927 roku Minister Spraw Wojskowych, marszałek Polski Józef Piłsudski ustanowił, w miejsce dotychczasowego Wydziału Żandarmerii w Departamencie Piechoty, Dowództwo Żandarmerii.
Wraz z utworzeniem Dowództwa Żandarmerii, które podlegało II wiceministrowi spraw wojskowych (od 1931 – I wiceministrowi) przywrócono jej samodzielność. Umocowanie w systemie prawnym (m.in. dekret prezydenta RP „O Żandarmerii”) ostatecznie zakończyło procesy reorganizacyjne formacji.
4 sierpnia 1927 roku Minister Spraw Wojskowych zatwierdził barwy łapek i wypustek na kołnierzach kurtek oraz barwy pasków na kołnierzach płaszczy. Dla oficerów i szeregowych żandarmerii przewidziano łapki turkusowe z wypustkami amarantowymi, a dla oficerów administracyjnych żandarmerii łapki brunatne z wypustkami turkusowymi. Barwy łapek i wypustek na kołnierzach kurtek odpowiadały barwą pasków na kołnierzach płaszczy. Oficerowie i szeregowcy żandarmerii oraz oficerowie administracyjni żandarmerii, z wyjątkiem oficerów żandarmerii przydzielonych do kadry, mieli nosić na naramiennikach numery dywizjonów.
20 października 1927 roku Minister Spraw Wojskowych zmienił barwy łapek i wypustek na kołnierzach kurtek oraz barwy pasków na kołnierzach płaszczy. Dla oficerów i szeregowych żandarmerii wprowadzone zostały łapki szkarłatne z wypustkami żółtymi, a dla oficerów administracyjnych żandarmerii łapki brunatne z wypustkami szkarłatnymi.
17 lutego 1928 roku Minister Spraw Wojskowych zatwierdził daty świąt dywizjonowych:

1 Dywizjon Żandarmerii - 19 sierpnia
2 Dywizjon Żandarmerii - 5 listopada
3 Dywizjon Żandarmerii - 1 lipca
4 Dywizjon Żandarmerii – 19 grudnia
5 Dywizjon Żandarmerii – 1 grudnia
6 Dywizjon Żandarmerii – 12 stycznia
7 Dywizjon Żandarmerii – 13 listopada
8 Dywizjon Żandarmerii – 4 listopada
9 Dywizjon Żandarmerii – 5 sierpnia
10 Dywizjon Żandarmerii – 19 marca
31 grudnia 1929 roku Minister Spraw Wojskowych zlikwidował Kadrę Oficerów Żandarmerii przy Dowództwie Żandarmerii. Oficerowie służby czynnej przynależni do kadry zachowali posiadaną przynależność służbową bez stałej przynależności macierzystej. Oficerowie służby czynnej przynależni do jednostek ewidencyjnych zachowali posiadaną przynależność etatową, służbową i ewidencyjną. Oficerowie w stanie nieczynnym, oficerowie o nieznanym miejscu pobytu (zaginieni na obszarze działań wojennych), oficerowie kontraktowi, oficerowie czasu wojny i oficerowie weterani pozostali na ewidencji Referatu Personalnego Dowództwa Żandarmerii.
7 stycznia 1931 roku wszedł w życie dekret Prezydenta Rzeczypospolitej z dnia 12 grudnia 1930 roku o żandarmerii.
28 września 1931 roku weszło w życie rozporządzenie Ministra Spraw Wojskowych z dnia 14 września 1931 roku wydane co do §§ 21-25 w porozumieniu z Ministrem Spraw Wewnętrznych i Ministrem Sprawiedliwości w sprawie wykonania dekretu Prezydenta Rzeczypospolitej z dnia 12 grudnia 1920 roku o żandarmerii.
18 lutego 1933 roku Minister Spraw Wojskowych określił przypadki, w których żandarmeria była uprawniona do daktyloskopowania osób i zwłok.
W dniach 24–26 lutego 1933 roku we Lwowie zostały rozegrane zawody szermiercze o mistrzostwo wojska. Mistrzem wojska na 1933 roku w szermierce na szable wśród oficerów, w grupie olimpijskiej został kapitan Władysław Segda z 1 Dywizjonu Żandarmerii.
12 grudnia 1935 roku Minister Spraw Wojskowych unieważnił daty świąt dywizjonowych oraz zatwierdził dzień 13 czerwca jako datę święta żandarmerii.
Po wejściu w życie konstytucji kwietniowej oraz śmierci Marszałka nastąpiły jednak kolejne zmiany w żandarmerii. Nie dotyczyły one podległości formacji, ale zakresu czynności żandarmów, którzy za zadanie mieli:
- administrowanie podoficerami i szeregowymi służby zasadniczej;
- opracowywanie regulaminów i instrukcji toku pełnienia służby;
- współpracowanie z szefem Biura Personalnego przy rozpatrywaniu spraw personalnych oficerów i podoficerów;
- przygotowanie propozycji budżetu;
- współpracowanie z departamentami i dowództwami dostarczającymi zaopatrzenie, uzbrojenie i wyposażenie;
- współpracowanie ze Sztabem Głównym przy opracowywaniu wojennych zadań wojska;
- dbanie o regularne szkolenie kadry zawodowej wojska i szeregowych.

W 1934 roku Prezes Rady Ministrów odznaczył Brązowym Krzyżem Zasługi, po raz pierwszy, za zasługi na polu wyszkolenia wojska:
- tyt. st. wachm. Jan Gajdowski z CWŻand.

za zasługi na polu administracji wojska:
- tyt. st. wachm. Józef Gliński z 1 dżand.

za zasługi na polu bezpieczeństwa wojska:
- st. wachm. Józef Krawczyk z 2 dżand.
- st. wachm. Józef Owsiak z 5 dżand.
- tyt. st. wachm. Kazimierz Bajda z 6 dżand.
- tyt. st. wachm. Andrzej Fercz z 7 dżand.
- tyt. st. wachm. Ignacy Waluga z 10 dżand.
- wachm. Jan Jasiński z 10 dżand.
- wachm. Wilhelm Kaliciecki z 8 dżand.

Żandarmi odznaczeni przez Ministra Spraw Wewnętrznych Medalem za Ratowanie Ginących, po raz pierwszy:
- szer. Józef Jastrzębski z 5 dżand. (1931)
- tyt. st. wachm. Józef Jakubowski z post. żand. Dęblin-Lotnisko (1932)
- wachm. Antoni Kozak z post. żand. Dęblin-Lotnisko (1932)
- kpr. Marian Zygmunt Pękalski z 10 dżand. (1934)
- st. żand. Mieczysław Wrona z 1 dżand. (1934[26])

1 stycznia 1937 roku weszło w życie rozporządzenie Ministra Spraw Wojskowych z 17 listopada 1936 roku wydane co do §§ 25-29 w porozumieniu z Ministrem Spraw Wewnętrznych i Ministrem Sprawiedliwości, w sprawie wykonania dekretu Prezydenta Rzeczypospolitej z 12 grudnia 1930 roku o żandarmerii.

## Kawalerowie Orderu Wojskowego Virtuti Militari
- por. Edward Czuruk – 1921 „Za obronę miasta Płocka” (krzyż nr 2787),
- rtm. Czesław Smoczyński – 1921 „Za obronę miasta Płocka” (krzyż nr 2830)[28].
- kpr. Wojciech Fryzlewicz z 4 Szwadronu Żandarmerii Polowej – 20 lipca 1922 (krzyż nr 8165),
- st. żand. Franciszek Matlingiewicz z 4 Szwadronu Żandarmerii Polowej – 20 lipca 1922 (krzyż nr 8166),
- wachm. Stefan Niedzielski z 4 Szwadronu Żandarmerii Polowej – 20 lipca 1922 (krzyż nr 8167)[29].

## Wydawnictwa fachowe żandarmerii
10 stycznia 1920 roku Minister Spraw Wojskowych zezwolił na używanie książki „Żandarmeria polowa. Postanowienia organizacyjne i instrukcja służbową dla żandarmerii polowej, pełniącej służbę w powiatach etapowych”, jako tymczasowo obowiązującego podręcznika dla Żandarmerii Polowej do czasu wydania stosownej instrukcji.
9 grudnia 1920 roku szef Departamentu I Ministerstwa Spraw Wojskowych unieważnił broszury wydane przez Żandarmerię Polową Okręgu Etapowego Lwów „Artykuły wojenne dla Wojska Polskiego w pytaniach i odpowiedziach” i „Kancelaria dla Wojska Polskiego w pytaniach i odpowiedziach”.
W 1923 roku w Poznaniu Księgarnia Franciszka Gutowskiego wydała „Służba śledcza. Podręcznik dla organów bezpieczeństwa” autorstwa Wojciecha Stepka i Zygmunta Hoffmann-Krystyańczyka.
7 października 1924 roku Minister Spraw Wojskowych unieważnił następujące wydawnictwa:
- „Tymczasowa instrukcja kancelarii żandarmerii”, sygn. Ż.1/1919,
- „Instrukcja specjalna dla żandarmerii pełniącej służbę w głębi kraju”,
- „Instrukcja dla przeprowadzania służby inspekcyjnej w oddziale żandarmerii polowej”,
- „Regulaminy i przepisy. Żandarmeria polowa. Regulamin zewnętrzny”, Warszawa 1919,
- „Polska żandarmeria. Instrukcje służbowe”, cz. I, Kraków 1919,
- „Badania protokólarne. Instrukcja Nr I”, Naczelne Dowództwo Frontu Wołyńskiego,

oraz pozostawił jako obowiązujące:
- „Żandarmeria polowa. Postanowienia organizacyjne i instrukcja służbową dla żandarmerii polowej, pełniącej służbę w powiatach etapowych” sygn. D.M.O. Wk L. 1423.20,
- „Przepisy kancelaryjne dla żandarmerii wojskowej”, sygn. O. III Szt. Gen. L. 2573, wydawnictwo Dowództwa Żandarmerii Wojskowej,
- „Postanowienia organiczne i uzupełnienie instrukcji służbowej dla żandarmerii polowej pełniącej służbę na terenie operacyjnym”, sygn. Dep. Nauk. Szkol. M.S.Wojsk. 1919,
- „Tymczasowe postanowienia organiczne i instrukcja służbowa żandarmerii” sygn. Szt. Gen. O. VII Nauk. 1919[32].

W 1925 roku Drukarnia Dowództwa Okręgu Korpusu Nr VII w Poznaniu wydała książkę „Służba wywiadowcza i ochrona przeciwszpiegowska z 20 rycinami” autorstwa podpułkownika Wojciecha Stepka i majora Karola Chodkiewicza.
21 kwietnia 1927 roku Minister Spraw Wojskowych zatwierdził do użytku służbowego „Instrukcję służbową żandarmerii” sygn. Ż.1/1927 i jednocześnie unieważnił „Tymczasowe postanowienia organiczne i instrukcję służbową żandarmerii” sygn. Szt. Gen. O. VII Nauk. 1919.
8 maja 1933 roku Minister Spraw Wojskowych zatwierdził do użytku służbowego żandarmerii tablice poglądowe zatytułowane „Konwój” i „Kucie”.
W 1934 roku Dowództwo Żandarmerii wydało „Instrukcję dla żandarmów pełniących służbę w Generalnym Inspektoracie Sił Zbrojnych”, a dwa lata później „Instrukcję wyszkolenia żandarmerii”.